# Kodama Gentarō
Visconte Kodama Gentarō (兒玉 源太郎?; Tokuyama, 16 marzo 1852 – Tokyo, 23 luglio 1906) è stato un generale e politico giapponese, generale dell'esercito imperiale giapponese e ministro del governo nel periodo Meiji. Fu strumentale nella modernizzazione dell'esercito.

## Biografia
Nato a Tokuyama, nella provincia di Suō (nel territorio della moderna Prefettura di Yamaguchi, in una famiglia della classe dei samurai fedeli al clan Chōshū, Kodama iniziò la sua carriera militare combattendo nella guerra Boshin a favore della Restaurazione Meiji contro le forze dello shogunato Tokugawa. Come soldato del nascente esercito imperiale giapponese prese parte alla repressione della ribellione di Satsuma. Successivamente si iscrisse nella scuola di addestramento militare "Osaka Heigakuryō" (大阪兵学寮?) si diplomò nel 1881.
Venne nominato direttore della Rikugun Daigakkō (scuola di militare giapponese) dove lavorò con il maggiore prussiano Jakob Meckel per riorganizzare l'esercito giapponese secondo i metodi dell'esercito prussiano.
Kodama fu inviato a studiare scienze militari come addetto militare in Germania. Al suo ritorno in Giappone venne nominato viceministro della guerra nel 1892.
Dopo aver servito nella prima guerra sino-giapponese (1894-5), divenne governatore generale di Taiwan. Durante il suo incarico cercò di migliorare le infrastrutture di Taiwan e di alleviare le condizioni di vita dei suoi abitanti. Avendo provato di essere un eccellente amministratore, Kodama nel decennio successivo servì come ministro della guerra sotto il primo ministro Itō Hirobumi, e come ministro dell'interno e dell'educazione sotto il successivo primo ministro, Katsura Tarō.
Nel 1904 venne promosso a generale d'armata. Comunque gli venne chiesto dal maresciallo di campo (元帥?, gensui) Ōyama Iwao di fungere da vicecapo di stato maggiore dell'esercito in Manciuria durante la guerra russo-giapponese. Questo in termini di rango era un passo indietro, ma nonostante ciò accettò la nomina, fu un sacrificio che gli conferì una grande approvazione pubblica. Durante la guerra russo-giapponese guidò la strategia dell'intera campagna, assistendo il generale Nogi Maresuke durante l'assedio di Port Arthur e sostituendo temporaneamente Ōyama durante la sua malattia. Dopo la battaglia di Mudken rientrò in Giappone per sollecitare la conclusione di un trattato di pace, prima che dell'esaurimento delle risorse dell'esercito giapponese.
Dopo la guerra venne nominato capo dell'Ufficio Generale dello Staff dell'Esercito Imperiale, ma indebolito dalla guerra morì poco dopo, per una emorragia cerebrale.
Kodama venne elevato in rapida successione al rango di danshaku (男爵? barone) e shishaku (子爵? visconte) sotto il sistema nobiliare kazoku e la sua morte nel 1906 fu considerata una calamità nazionale. Dopo la sua morte l'imperatore Meiji gli assegnò postuma la prima decorazione del Ordine del Nibbio d'oro (prima classe). Successivamente venne inoltre onorato con l'ascesa al rango Shinto di kami. Santuari in suo onore si trovano nella sua città natale (ora facente parte della città di Shūnan), Prefettura di Yamaguchi e sul sito della sua casa estiva in Enoshima, Fujisawa, Prefettura di Kanagawa.